# جورج أندروود
جورج أندروود (بالإنجليزية: George Underwood)‏ هو منافس ألعاب قوى وصحفي أمريكي، ولد في 4 نوفمبر 1884 في مانشستر في الولايات المتحدة، وتوفي في 28 أغسطس 1943 في بوسطن في الولايات المتحدة.

## وصلات خارجية
- جورج أندروود على موقع أوليمبيديا (الإنجليزية)